# Aloe sinkatana x hereroensis
Aloe sinkatana x hereroensis é uma espécie de liliopsida do gênero Aloe, pertencente à família Asphodelaceae.